# Khātegaon
Khātegaon är en ort i Indien.   Den ligger i distriktet Dewas och delstaten Madhya Pradesh, i den centrala delen av landet, 700 km söder om huvudstaden New Delhi. Khātegaon ligger 302 meter över havet och antalet invånare är 23 405.
Terrängen runt Khātegaon är platt, och sluttar söderut. Runt Khātegaon är det ganska tätbefolkat, med 207 invånare per kvadratkilometer. Khātegaon är det största samhället i trakten. Trakten runt Khātegaon består till största delen av jordbruksmark.